# Col de Spandelles
Le col de Spandelles est un col de montagne pyrénéen à une altitude de 1 378 m, en Lavedan, dans le département français des Hautes-Pyrénées en Occitanie.

## Toponymie
Le col est un ancien lieu de chasse à la palombe aux filets. En béarnais, les termes espandèrles (à Montaut), ou pandèles désignent les filets verticaux (pantières) utilisés dans les paloumères (lieu élevé et particulièrement disposé, où on a établi un attirail spécial pour prendre des palombes ou paloumes).

## Géographie
Le col constitue un passage entre Argelès-Gazost et Arthez-d'Asson, en limite des communes d'Aucun à l'est et de Ferrières à l'ouest, évitant de faire un détour par Lourdes.
Voie principalement forestière, puis voie communale, la route entre Ferrières et Gez est devenue une route départementale le 10 avril 2020 (RD 602). Étroite, elle est refaite avec un revêtement granuleux et calibrée en conséquence pour recevoir la 18e étape du Tour de France 2022,. En juin 2022, la plupart des cartes n'ont pas encore intégré la départementalisation de la route.

## Cyclisme

### Profil

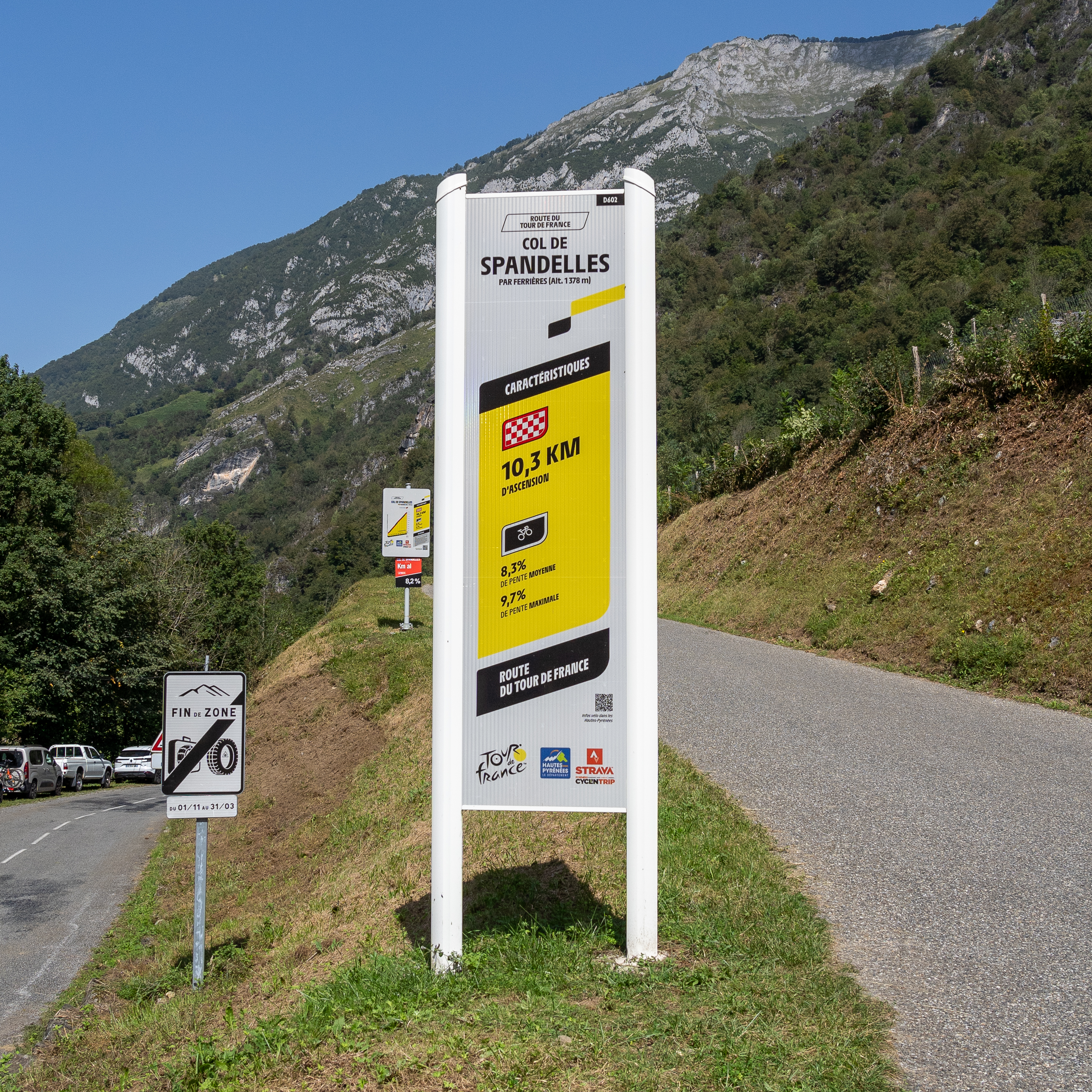
Panneau « Route du Tour de France » avec les caractéristiques de l'ascension.

Le début de l'ascension est accessible depuis Ferrières ou Arthez-d'Asson par la route départementale D126. C'est une montée régulière de 10,3 km. Son pourcentage moyen est de 8,3 %. la pente à son paroxysme atteint 9,7 %. L'ascension se fait sur une route étroite avec un revêtement goudronnée et gravillonné.

### Courses professionnelles
Le col a été emprunté depuis Ferrières à l'occasion de la troisième étape de la Route du Sud 2012. Le Colombien Nairo Quintana a remporté l'étape avec une large avance sur Hubert Dupont, Anthony Charteau, Kenny Elissonde et Mathieu Perget. Faisant suite aux ascensions du col du Tourmalet et du col du Soulor, le col fait de gros dégâts et contraint à l'abandon près de 30 coureurs dont Thomas Voeckler, à l'arrêt à mi-pente.
Pour la première fois, il est au programme de la 18e étape du Tour de France 2022 entre Lourdes et Hautacam, classé en première catégorie au Grand prix de la montagne. Le porteur du maillot vert, le Belge Wout van Aert, franchit le sommet en tête en dominant au sprint le Colombien Daniel Martínez et le Français Thibaut Pinot. La descente est marquée par une chute sans gravité du maillot blanc Tadej Pogačar.

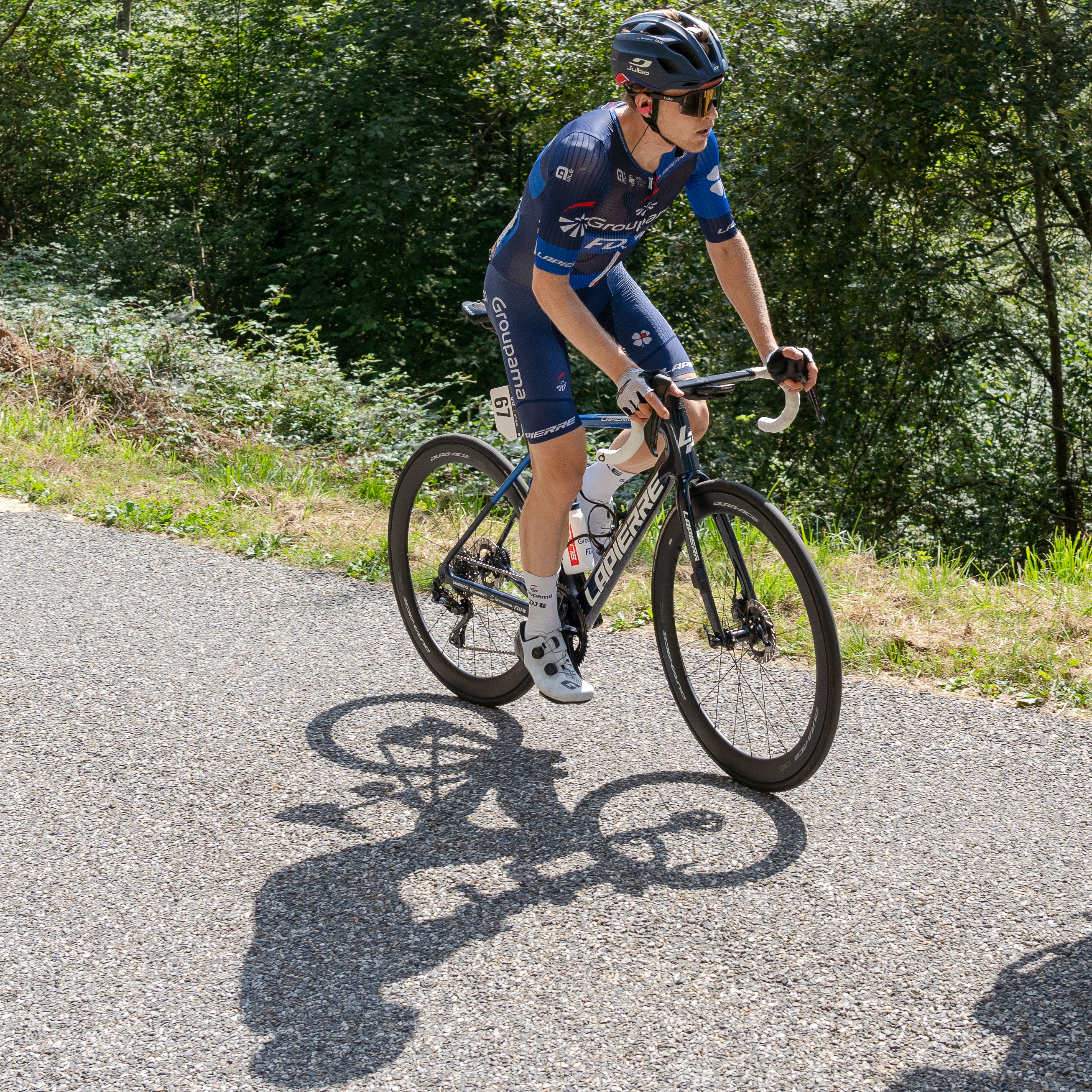
Michael Storer au début de l'ascension du col du Spandelles.

En 2023, le col est emprunté par 13e étape du Tour d'Espagne, après l'Aubisque et avant le Tourmalet : l'Australien Michael Storer y passe en tête.